# Carlina vulgaris

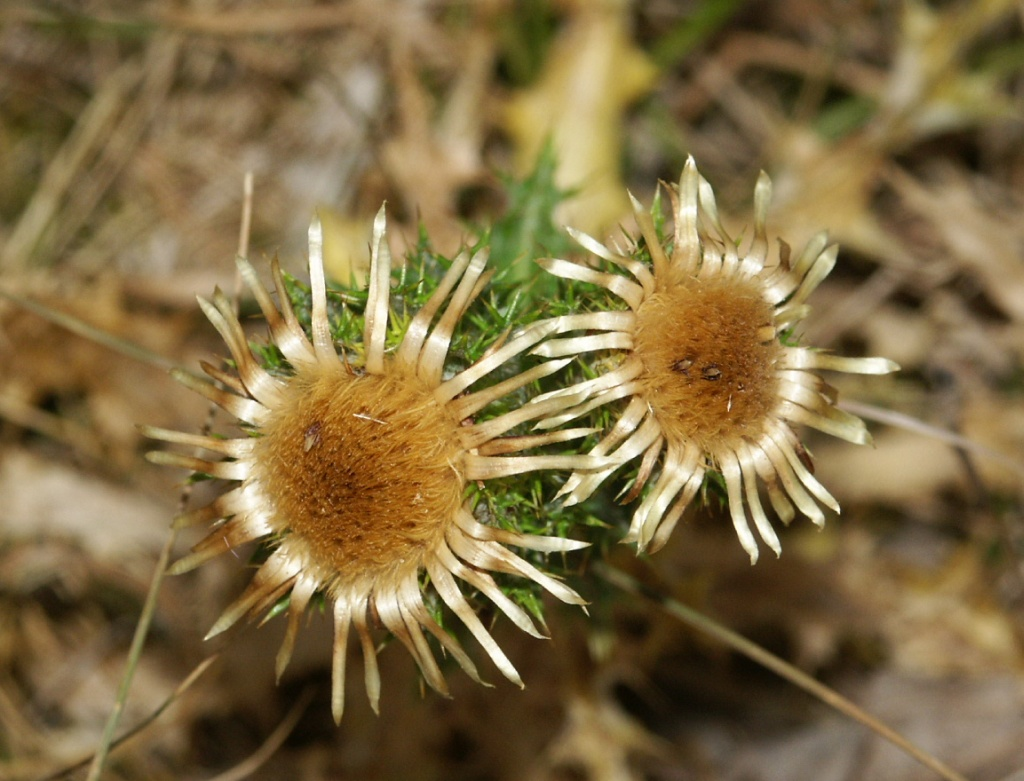
Detalle de capítulos con las brácteas internas simulando lígulas.

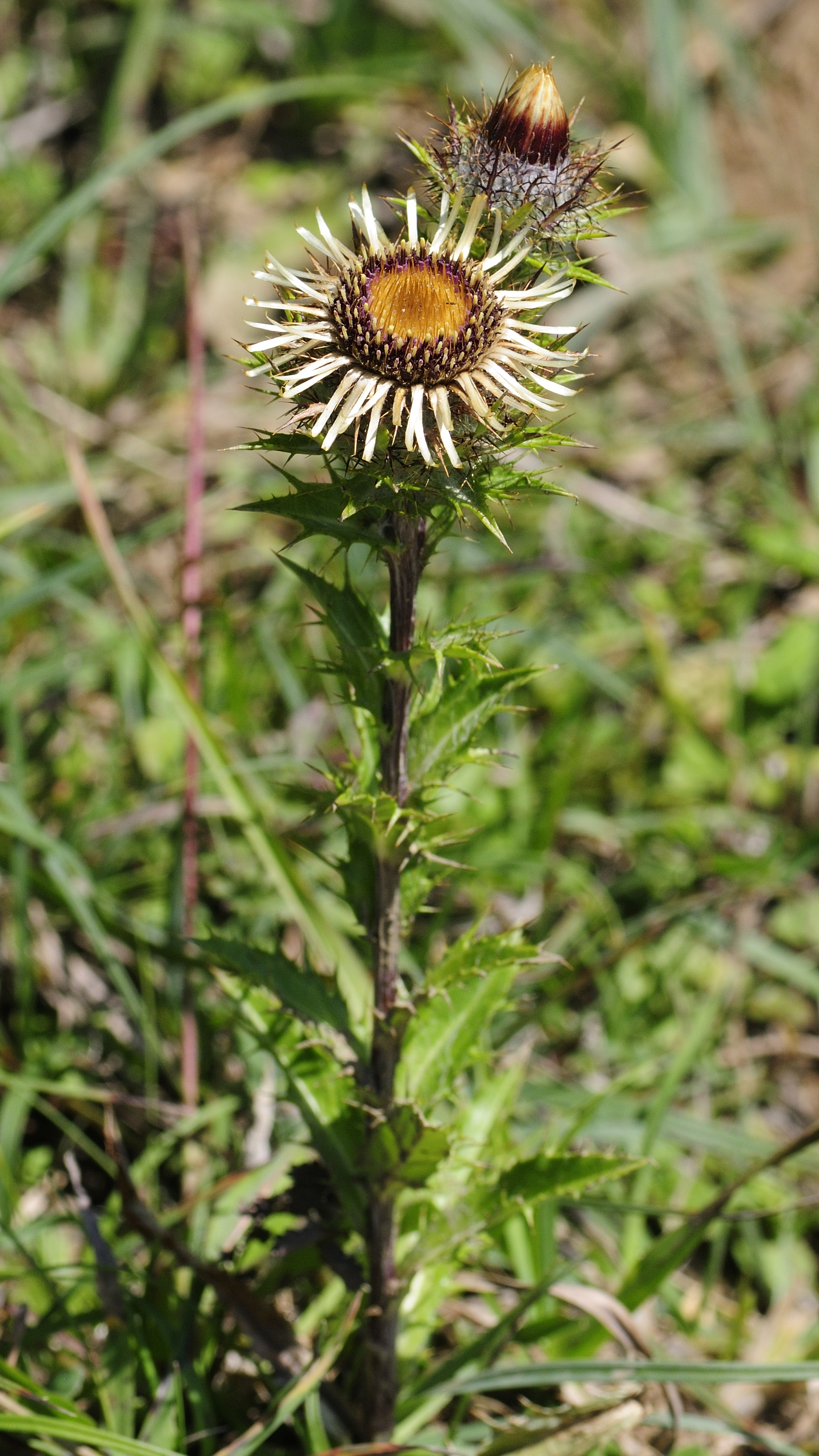
Vista de la planta

La carlina de monte, Carlina vulgaris L., es una especie fanerógama de planta herbácea perteneciente a la familia de las asteráceas.

## Descripción
Es una planta herbácea que alcanza los 15-70 cm de altura.  Los capítulos se encuentran en grupos de 2 a 5 o solitarios y están compuestos por flósculos hermafroditos rodeados de una corona de brácteas internas coriáceas, sin espinas, amarillas y que simulan una hilera de lígulas. Las brácteas más externas son todas espinosas.

## Distribución y hábitat
Florece en verano en praderas, dunas, bordes de carreteras y vías de ferrocarril, es natural de Europa y parte de Oriente Medio. Introducida en Estados Unidos.
En la península ibérica está presente solo en la mitad norte de España.
Es una planta Ruderal-nitrófila melífera.

## Ecología
La planta sirve de alimentto a las larvas de la polilla Eublemma ostrina.

## Taxonomía
Carlina vulgaris fue descrita por Carolus Linnaeus y publicado en Species Plantarum, vol. 2, p. 840 en 1753.
Etimología
Carlina: nombre genérico (propuesto en el siglo XIV por el botánico Andrea Cesalpino y utilizada por Rembert Dodoens (1518-1585), médico y botánico flamenco) parece derivar de Carlomagno que llegó a utilizar la planta más representativa del género (Carlina acaulis). 
vulgaris: epíteto latino que significa "vulgar, común".
Taxones infraespecíficos
- Carlina vulgaris proles maritima Rouy 1903 (sinónimo = C. vulgaris subsp. vulgaris)
- Carlina vulgaris proles orophila (Lamotte) Rouy 1903 (sinónimo = C. vulgaris subsp. vulgaris)
- Carlina vulgaris proles stricta Rouy 1903 (sinónimo = C. vulgaris subsp. longifolia)
- Carlina vulgaris subsp. brevibracteata
- Carlina vulgaris subsp. intermedia (Schur) Hayek 1931 (sin. = Carlina biebersteinii Bernh. ex Hornem.; = Carlina intermedia Schur; = Carlina brevibracteata (Azn.) Simonk.)
- Carlina vulgaris subsp. longifolia Nyman 1879 (sin. = Carlina longifolia Rchb. non Viv.; = C. vulgaris subsp. stricta (Rouy) P.Fourn.; = Carlina stricta (Rouy) Fritsch; = Carlina nebrodensis auct., non Guss. ex DC.)
- Carlina vulgaris subsp. orophila (Lamotte) Douin in Bonnier & Douin 1923 (sin. = C. vulgaris subsp. vulgaris)
- Carlina vulgaris subsp. stricta (Rouy) P.Fourn. 1935 (sin. = C. vulgaris subsp. longifolia Nyman)
- Carlina vulgaris subsp. vulgaris (sinónimo = Carlina taurica Klokov)
- Carlina vulgaris var. semiamplexicaulis G.Beck 1893 (sin. = C. vulgaris subsp. vulgaris)[6]

Sinonimia
- Carlina flavispina Simonk.
- Carlina rhodopaea Formánek
- Carlina semiamplexicaulis Formánek
- Carlina striata Formánek
- Carlina longifolia Rchb., non Viv.
- Carlina stricta (Rouy) Fritsch
- Carlina taurica Klokov
- Carlina vulgaris subsp. longifolia Nyman
- Carlina vulgaris subsp. stricta (Rouy) P.Fourn.
- Carlina vulgaris subsp. vulgaris[3][7][8]

## Nombres comunes
- Castellano: ajonjero, carlina, carlina de monte (4), carlina silvestre (3), carpazo, carrasquilla. Entre paréntesis, la frecuencia del vocablo en España.[3]